# Jim Caldwell (allenatore di football americano)
James Caldwell, detto Jim (Beloit, 16 gennaio 1955), è un ex giocatore di football americano e allenatore di football americano statunitense nella National Football League (NFL).

## Carriera da allenatore
Caldwell iniziò la carriera da allenatore nel 2001 con i Tampa Bay Buccaneers con il ruolo di allenatore dei quarterback.
Nel 2002 passò agli Indianapolis Colts ancora come allenatore dei quarterback e assistente del capo allenatore. Nel 2009 assunse il ruolo di capo allenatore concludendo con il record di 14 vittorie e 2 sconfitte vincendo la NFC South division. Arrivò fino all Super Bowl XLII perdendo contro i New Orleans Saints. Nel 2010 rivinse la propria division con 10 vittorie e 6 sconfitte, venendo subito eliminato nel turno delle wild card dei playoff dai New York Jets. Nel 2011, complice l'infortunio che tenne fuori per tutto l'anno il quarterback Peyton Manning, i Colts terminarono con un record di 2-14, il peggiore della lega. Il 17 gennaio 2012 venne esonerato.
Il 30 gennaio 2012, Caldwell firmò per i Baltimore Ravens come allenatore dei quarterback. Prima della 15a settimana venne promosso al ruolo di coordinatore dell'attacco, al posto del licenziato Cam Cameron. Grazie al suo intervento l'attacco della squadra cambiò marcia, andando infine a vincere il Super Bowl XLVII contro i San Francisco 49ers.
Il 14 gennaio 2014, Caldwell fu assunto come capo-allenatore dei Detroit Lions. Il 24 settembre 2017 firmò un rinnovo con la squadra ma a fine stagione fu licenziato.

## Palmarès
- Super Bowl : 2

Indianapolis Colts: Super Bowl XLI (come coordinatore offensivo)
Baltimore Ravens: Super Bowl XLVII (come coordinatore offensivo)
- American Football Conference Championship: 2

Indianapolis Colts: 2006 (come coordinatore offensivo), 2009
Baltimore Ravens: 2012 (come coordinatore offensivo)
- AFC South division: 2

Indianapolis Colts: 2009, 2010

## Record come capo-allenatore
| Squadra | Anno   | Stagione regolare | Stagione regolare | Stagione regolare | Stagione regolare | Stagione regolare | Playoff | Playoff | Playoff                                         |
| Squadra | Anno   | Vinte             | Perse             | Pareggiate        | Posizione         | Risultato         | Vinte   | Perse   | Risultato                                       |
| ------- | ------ | ----------------- | ----------------- | ----------------- | ----------------- | ----------------- | ------- | ------- | ----------------------------------------------- |
| IND     | 2009   | 14                | 2                 | 0                 | 1º AFC South      | -                 | 2       | 1       | Perse il Super Bowl contro i New Orleans Saints |
| IND     | 2010   | 10                | 6                 | 0                 | 1º AFC South      | -                 | 0       | 1       | Uscì al Wild Card Game contro i New York Jets.  |
| IND     | 2011   | 2                 | 14                | 0                 | 4º AFC South      | -                 | -       | -       | -                                               |
| Totale  | Totale | 26                | 22                | 0                 | -                 | -                 | 2       | 2       | -                                               |